# Dive Bomber

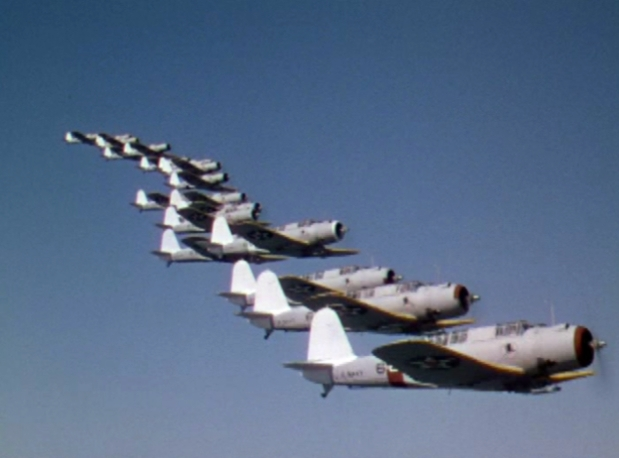
Imagem do filme

Dive Bomber (br.: Demónios do Céu; pt.: O Bombardeiro, lançado em DVD em Portugal como Feridas de Guerra), é um filme estadunidense de 1941, do género de guerra, realisado por Michael Curtiz, realizador do filme «Casablanca», e protagonizado por Errol Flynn e Fred MacMurray, com argumento de Frank Wead, baseado em factos verídicos.
Este filme foi um antecessor do sucesso que seria o filme «Casablanca» com Humphrey Bogart e Ingrid Bergman.

## Sinopse
Este filme  é uma inspiradora e sentida história dos tempos em que a 2ª Guerra Mundial dominava a mentalidade de tudo e de todos, contada utilizando a fabulosa tecnologia Technicolor. Doug Lee é um médico da Força Aérea, e Joe Blake é o comandante de um esquadrão, dois aviadores exímios que vão ter de pôr de parte as suas divergências e arriscar as suas vidas para neutralizar os perigos que ameaçam todos os pilotos: os vôos a grandes altitudes e os desmaios causados por forças G em excesso.Michael Curtiz (Casablanca) realiza este espectacular filme de aviação a partir de um argumento co-escrito por um dos pioneiros da aviação, Frank Wead (a inspiração para The Wings of Eagles, filme biográfico com John Wayne). E a servir de palco para várias cenas, temos um porta-aviões que fez história: O USS Entreprise, o navio americano mais condecorado durante a Segunda Guerra Mundial.

## Elenco
- Errol Flynn - Doug Lee
- Fred MacMurray - Joe Blake
- Ralph Bellamy - Lance Rogers
- Alexis Smith - Linda Fisher
- Robert Armstrong - Art Lyons
- Regis Toomey - Tim Griffin
- Allen Jenkins - 'Lucky' James
- Craig Stevens - John Thomas Anthony
- Herbert Anderson - Chubby
- Moroni Olsen - Senior Surgeon at San Diego
- Dennie Moore - Sra. James
- Louis Jean Heydt - Swede Larson
- Cliff Nazarro - Corps Man

## A 2ª Guerra Mundial no contexto do filme
Quando este filme chegou às salas de cinema em 1941, os americanos aguardavam a qualquer momento a entrada dos E.U.A. na Segunda Guerra Mundial. Ninguém sabia ainda quando e como a guerra iria começar. Mas todos sabiam que tinham de estar prontos e preparados para essa eventualidade. Tal comprovaria o ataque dos japoneses à base naval de Pearl Harbour, que se sucedeu meses depois do filme ter sido estreado. Foi isso em parte que deu sucesso ao filme e fez com que este fosse um dos maiores sucessos da carreira de Errol Flynn.

## Curiosidades
- Em Portugal, o filme foi exibido no Teatro Politeama no dia 9 de Abril de 1942, e com grande sucesso.
- Mais tarde, no Sábado, dia 23 de Junho de 1984, a RTP1 exibiu este filme com o título original de "O Bombardeiro" às 15 e 20, na rubrica "Aventura é Aventura".
- Em 2008, a Warner Bros. deu um novo título ao filme em Portugal, "Feridas de Guerra", cujo nome ficou na edição em DVD, à venda actualmente na FNAC.